# Dicomes
Dicomes a fost un rege al geților (a doua jumătate a secolului I î.Hr.), a cărui stăpânire includea câmpia Munteniei, sud-estul Transilvaniei și sudul Moldovei și care a stăpânit după moartea lui Burebista.
S-a amestecat în luptele interne de la Roma, ajutându-l pe Marc Antoniu împotriva lui Octavianus (Plutarch; Antonius, 63.4). Dintre aliații lui Antonius, Rhoemetalces, regele Traciei și Deiotarus regele Paflagoniei, văzând că victoria îi aparține lui Octavianus, au trecut de partea acestuia. 
Nu toți aliații acestuia s-au făcut, însă, vinovați de trădare. Printre cei care au luptat până la capăt se aflau și dacii lui Dicomes care, scrie Plutarch „îi făgăduise (lui Antoniu) că-l va ajuta cu armată numeroasă”.
Luați prizonieri de Octavian, oștenii daci ai lui Dicomes sunt duși la Roma (31 î.Hr.) și puși să lupte în arenă, ca gladiatori, împotriva unor captivi suebi. (Cassius Dio :LI; 22).

## Sursă
- Enciclopedia dacica Arhivat în 26 decembrie 2005, la Wayback Machine.